# 新宿区立西戸山中学校
新宿区立西戸山中学校（しんじゅくくりつにしとやまちゅうがっこう）はかつて東京都新宿区大久保三丁目にあった区立中学校である。

## 概要
1952年開校。「健全」「自立」「親愛」の校訓の下、文武両道の校風と生徒の自主性を重んじる気風が伝統となっており、進学だけでなくスポーツや文化活動、ボランティア活動なども盛んである。ここ数年は陸上競技で実績を残しており、2008年には新宿区陸上競技会で男女とも総合優勝、駅伝では東京都駅伝競走大会において男子チームが優勝（大会新記録）した。男子チームは東京都の区立中学として初めて第16回全国中学校駅伝大会に出場した。
新宿区の中学校適正配置計画に基づき2011年4月に新宿区立西戸山第二中学校と統合して新宿区立新宿西戸山中学校となった。この新学校の校舎を当時の所在地である新宿区百人町4丁目に建設するため、2008年4月に旧新宿区立戸山中学校校舎であった跡地（東京都新宿区大久保3-1-1）に大久保校舎として移転した。

## 付近
- 海城学園
- 保善高等学校
- 早稲田大学大久保キャンパス
- 学習院女子大学
- 学習院女子高等科
- 学習院女子中等科
- 東京都立戸山高等学校
- 新宿区立西戸山第二中学校
- 新宿区立西早稲田中学校
- 新宿区立西戸山小学校
- 新宿区立戸塚第二小学校
- 新宿区立戸塚第二幼稚園
- 新宿区立戸山小学校
- 新宿区立戸山幼稚園
- 戸山公園
- 社会保険中央総合病院
- 新宿北郵便局
- 新宿百人町郵便局
- 新宿諏訪町郵便局
- オレンジコートショッピングセンター

## 著名な出身者
- 浜四津敏子 - 1960年卒、元公明党参議院議員、環境庁長官
- 柳家喜多八 - 1965年卒、落語家
- 十輝いりす - 元宝塚歌劇団星組男役
- 卜部蘭 - 陸上競技選手（中距離走）
- 西川文野 - 文化放送アナウンサー（新宿区立西戸山第二中学校卒業）
- 郡山冬果 - 俳優（新宿区立西戸山第二中学校卒業）

## 交通
- JR東日本山手線・西武鉄道西武新宿線・東京メトロ東西線 高田馬場駅
- JR東日本総武線 大久保駅
- JR東日本山手線 新大久保駅
- 都営バス 高71 高田馬場駅通り停留所
- ケイビーバス 百01 高田馬場4丁目停留所